# Dakoticancridae
Famille
Les Dakoticancridae constituent une famille éteinte de crabes du Crétacé supérieur. Elle comprend cinq espèces dans quatre genres. 

## Liste des genres
- † Avitelmessus Rathbun, 1923
- † Dakoticancer Rathbun, 1917
- † Seorsus Bishop, 1988
- † Tetracarcinus Weller, 1905

## Référence
- (en) Rathbun, 1917 : New species of South Dakota Cretaceous crabs. Proceedings of the United States National Museum, vol. 52, p. 385–391.

## Source
- (en) De Grave & al., 2009 : A Classification of Living and Fossil Genera of Decapod Crustaceans. Raffles Bulletin of Zoology Supplement, n. 21, p. 1-109.